# 群胜乡
群胜乡，是中华人民共和国黑龙江省佳木斯市郊区下辖的一个乡镇级行政单位。

## 行政区划
群胜乡下辖以下地区：
群胜村、永胜村、陡沟村、高峰村、西高峰村、巨桦村、新城村、燎原农场生活区、苏木河农场生活区和群胜林场生活区。